# Aberdeen (Dakota del Sud)
Aberdeen è una città e il capoluogo della contea di Brown nello Stato del Dakota del Sud, negli Stati Uniti. Aveva una popolazione di 28 495 abitanti al censimento del 2020, rendendola la terza città più popolosa dello Stato. Aberdeen è la città principale dell'area micropolitana di Aberdeen, che comprende le contee di Brown e Edmunds. Situata a 201 km a nord-est di Pierre, la capitale dello Stato, è una città universitaria, poiché hanno sede la Northern State University e il Presentation College.

## Geografia fisica
Secondo l'Ufficio del censimento degli Stati Uniti, ha una superficie totale di 15,60 mi² (40,40 km²).

## Storia

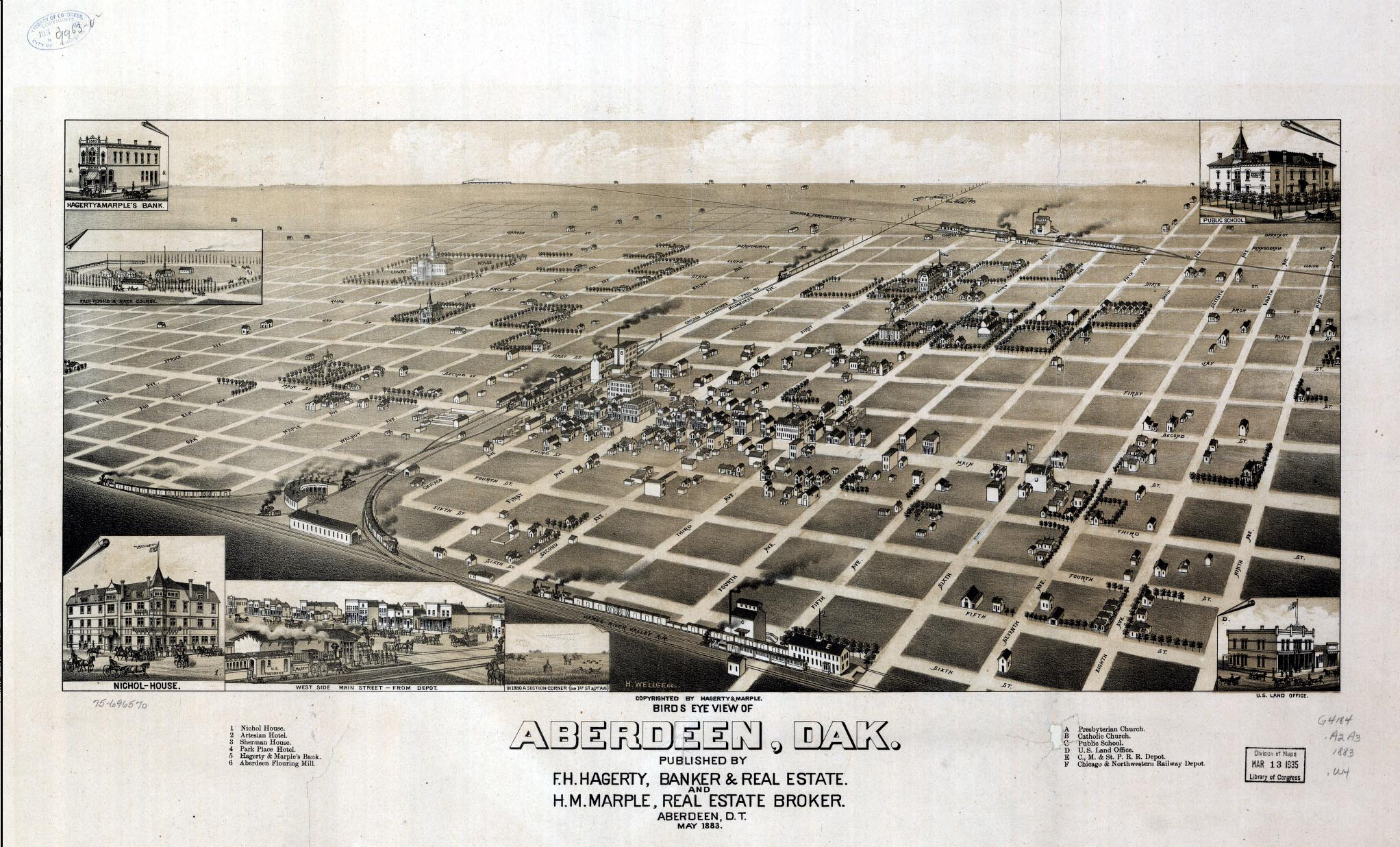
Veduta aerea di Aberdeen nel 1883

### Insediamento
Prima che Aberdeen o la contea di Brown venisse colonizzata da coloni europei, il territorio è stato abitato dai Sioux dal 1700 al 1879. Gli europei si stabilirono nella regione per motivi economici, dando il via al commercio delle pellicce negli anni 1820; questo avvenne fino alla metà degli anni 1830. I primi "coloni" di questa regione furono gli Arikara, in seguito si unirono altre tribù a loro.
I primi coloni europei a stabilirsi nella regione dell'odierna contea di Brown era composto da quattro persone, oltre a tre cavalli, due muli, quindici bovini e due carri. Questo gruppo di coloni in seguito venne raggiunto da un altro gruppo nella primavera successiva. Più tardi si stabilirono altri coloni nella zona, dove oggi sorge Columbia. La città è stata fondata il 15 giugno 1879, colonizzata nel 1880 e incorporata nel 1882.

### Fondazione della città
Come molte altre città del Midwest, Aberdeen venne costruita nei pressi di una stazione ferroviaria. Il piano urbano per la città di Aberdeen è stato disegnato il 3 gennaio 1881 da Charles Prior, il sovrintendente dell'ufficio di Minneapolis della Chicago, Milwaukee, and St. Paul Railroad, più comunemente nota come Milwaukee Road, di proprietà di Alexander Mitchell. Mitchell, il capo di Charles Prior, era anche il responsabile della scelta dei nomi delle città. Era nato ad Aberdeen, in Scozia, da cui la città prese il nome. Aberdeen è stata ufficialmente fondata il 6 luglio 1881, il giorno in cui il primo treno della Milwaukee Railroad attraversò il centro abitato. Aberdeen ha ricevuto l'atto costitutivo dalla legislatura territoriale nel marzo del 1883.

## Infrastrutture e trasporti
La città è servita dall'aeroporto regionale di Aberdeen.

## Società

### Evoluzione demografica
Secondo il censimento del 2020, la popolazione era di 28 495 abitanti.